# 9795 Deprez
9795 Deprez este un asteroid din centura principală de asteroizi.

## Descriere
9795 Deprez este un asteroid din centura principală de asteroizi. A fost descoperit pe 15 aprilie 1996 la Observatorul La Silla de Eric Walter Elst. El prezintă o orbită caracterizată de o semiaxă mare de 2,91 ua, o excentricitate de 0,07 și o înclinație de 1,8° în raport cu ecliptica.